# シルバー・クラウド (客船)
シルバー・クラウド（Silver Cloud）は、シルバーシー・クルーズが運航しているクルーズ客船。

## 概要
シルバー・クラウド級の1番船で、船体の建造をイタリアのヴィセンティーニ造船所、艤装を同じくイタリアのT.マリオッティ造船所で行い、1994年2月に竣工した。船価は1億2500万ドル。
3月30日にモンテカルロで命名式が行われ、4月2日よりチヴィタヴェッキア起点の地中海クルーズに就航した。
客室数は148室でオールスイート、全てが海側客室（アウトサイド・キャビン）であり、うち75%はベランダ付きである。

## 同型船
- 2番船　「シルバー・ウインド（Silver Wind）」

1994年12月竣工。